# Chien de la casse
Chien de la casse è un film del 2023 scritto e diretto da Jean-Baptiste Durand, al suo esordio alla regia di un lungometraggio.

## Trama
Due amici di un piccolo villaggio nel sud della Francia vengono divisi quando una ragazza proveniente dalla città si mette con uno di loro.

## Produzione
Le riprese sono cominciata il 9 novembre 2021 nell'Hérault e si sono concluse il 10 dicembre 2021.

## Distribuzione
Il film è stato presentato in anteprima al Festival Premiers Plans d'Angers il 27 gennaio 2023. È stato distribuito nelle sale cinematografiche francesi da BAC Films a partire dal 19 aprile 2023.
È stato distribuito nelle sale cinematografiche italiane da No.Mad Entertainment a partire dal 23 maggio 2024.

## Riconoscimenti
- 2024 – Premio César[6][7]
  - Migliore opera prima
  - Migliore promessa maschile a Raphaël Quenard
  - Candidatura per il miglior film
  - Candidatura per il migliore attore non protagonista ad Anthony Bajon
  - Candidatura per la migliore attrice non protagonista a Galatea Bellugi
  - Candidatura per la migliore sceneggiatura originale a Jean-Baptiste Durand
  - Candidatura per la migliore musica da film a Delphine Malausséna
- 2024 – Premio Lumière[8][9]
  - Migliore promessa maschile a Raphaël Quenard
  - Candidatura per la migliore opera prima